# Ентропион и трихиазис на клепача
Ентропион и трихиазис на клепача (от варианта на гръцки: Entropion, през формата на латински: Entropium palpebrarum Ентропиум, Ентропион или Завъртане на клепача) е състояние, при което мигления ръб на клепача, обикновено долния е обърнат навътре към очната ябълка. При по-тежки случаи освен мигления ръб се обръща и част от клепачната кожа. Това често води до нараняване на роговицата на окото.

## Етиология
Ентропиумът е полиетиологично състояние, дължащо се на различни причини, но най-често възниква в резултат от продължителен спазъм, възникнал поради:
- Възпаление на конюнктивата и роговицата – Entropium spasticum.
- При вродени и придобити страдания на очната ябълка с атрофия и енофталм – Entropium bulbare, Entropium involutivum.
- В резултат на ръбцови изменения след възпаления и нараняване на клепачната конюнктива и подлежащите тъкани – Entropium cicarticeum.
- Вроден ентропиум – Entropium congenitum.

При животните най-често срещан е вроденият ентропиум. Среща се често при агнета и кучета. При кучетата ентропиумът се среща по-често при някои от породите като Чау-чау, Шар пей, Боксер и други.

## Клинични признаци
При ентропиумът мигления ръб се обръща към очната ябълка. Клепачната цепка е стеснена или напълно затворена. Пациентът се оплаква от болка в окото, наблюдава се сълзотечение и слузно-гнойна секреция в резултат на възпалението на конюнктивата и роговицата.

## Лечение
При спастичния ентропиум се отстранява причината на рефлекторното дразнене. Останалите форми се лекуват по оперативен начин.

## Ентропиум при кучетата
Ентропиумът е често срещан при кучетата. Обикновено се засяга горния клепач. Бива както едностранен така и двустранен (билатерален). Среща се при кучета навършили шест месеца. Най-често от ентропиум страдат следните породи – Акита ину, Чау-чау, Шар пей, Санбернар, Кокер шпаньол, Боксер, Лабрадор ретривър, Кавалер Кинг Чарлз шпаньол, Неаполетански мастиф, Немски дог, Булмастиф, Ирландски сетер, Ротвайлер, Пудел, Тибетски дог и отчасти Блъдхаунд.